# Vesterbro (Aalborg)
 Der er flere lokaliteter med dette navn, se Vesterbro (flertydig).
Vesterbro er en gade i Aalborg, der er en forlængelse af Hobrovej mod Limfjordsbroen. Den blev forlænget i 1930'erne i forbindelse med Limfjordsbroens etablering, men optræder allerede på kort fra 1847 som Vesterbrogade og sidenhen på nyere kort som Vesterbro. Langs Vesterbro findes bl.a. Aalborg Kongres og Kultur Center, Ansgars Kirken og Kildeparken.
På denne vej findes desuden skulpturen Cimbrertyren, som er skænket til Aalborg af De Danske Spritfabrikker i 1937, og rent faktisk står på den historiske grund for fabrikkerne. Skulpturen er lavet af billedhuggeren Anders Bundgaard. Skulpturen står tæt på det sted, hvor gågaden Bispensgade forbinder Vesterbro.